# Plaza Libertad (Buenos Aires)

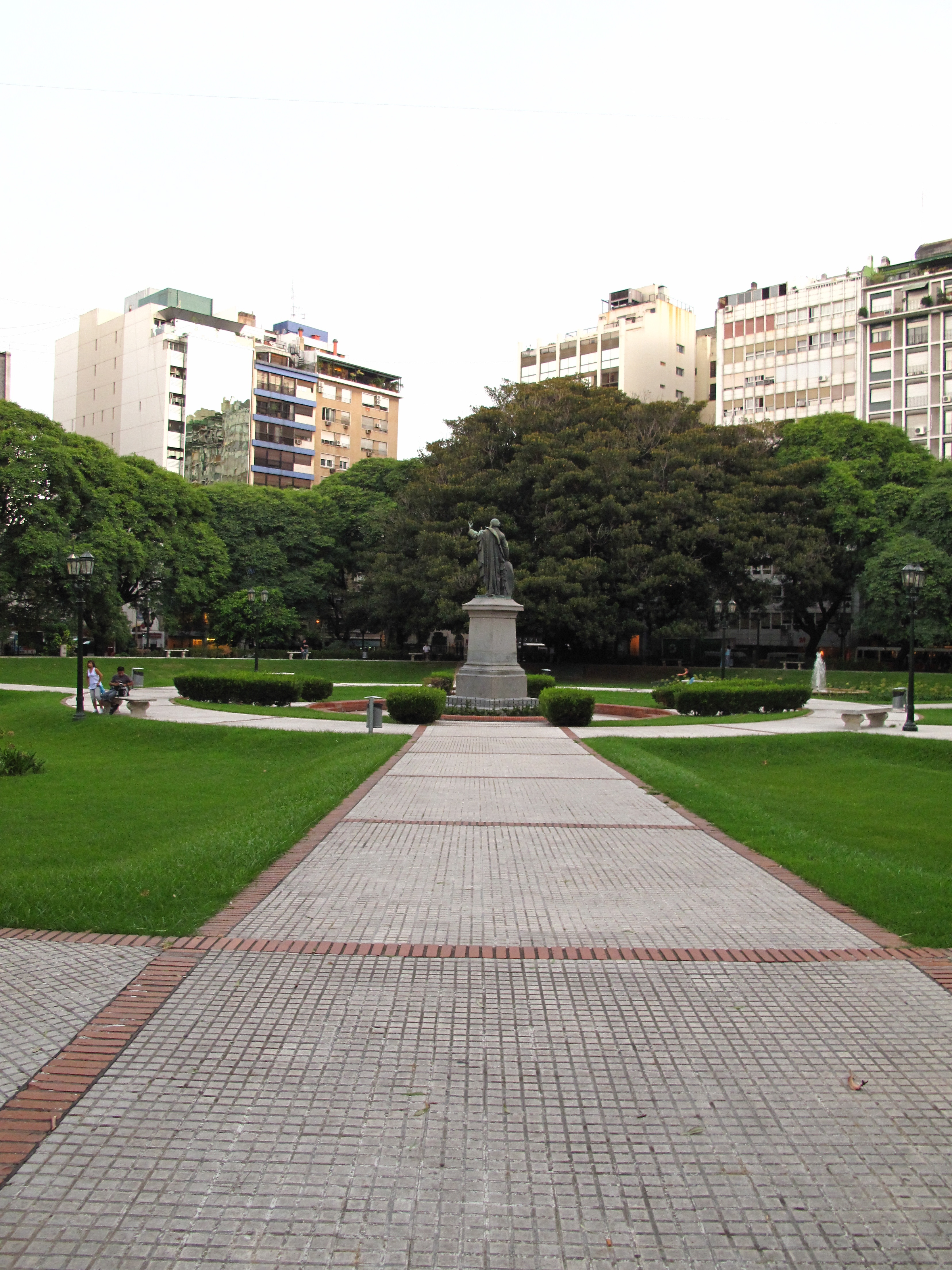
La Plaza Libertad y el monumento a Alsina.

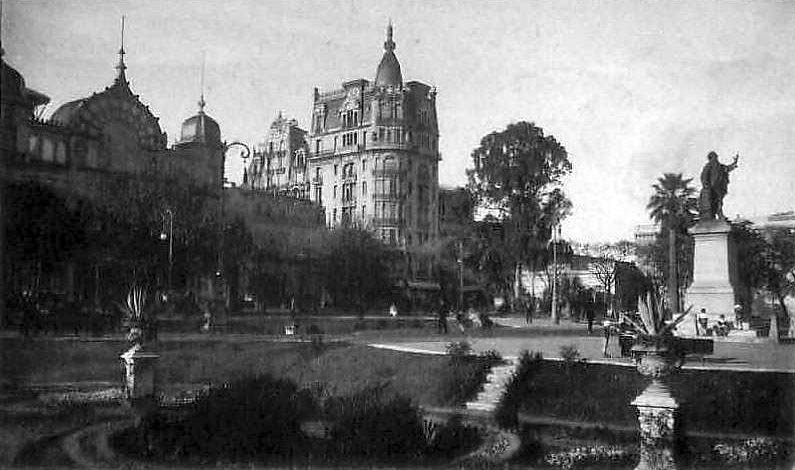
Vista de la plaza, el Teatro Coliseo y varios edificios demolidos, hacia 1919.

La Plaza Libertad es una plaza pública que se encuentra en el barrio Retiro de la ciudad de Buenos Aires. Ubicada sobre la calle Cerrito, junto a la Avenida 9 de Julio, tiene sobre uno de sus costados al Teatro Coliseo, al moderno Edificio Libertad Plaza y bajo tierra funciona un estacionamiento municipal.
Se trata de una de las plazas más antiguas de Buenos Aires, ya que ya a fines del siglo XVIII esta manzana, que no tenía propietario y estaba aún sin ninguna construcción, habría sido ocupada por una mendiga negra, quien construyó allí un rancho y se instaló. Desde esa época se conoció al paraje como Hueco de Doña Gracia o de Doña Engracia, y se sostiene que este era el nombre de la mujer que, quizás habría regentado un humilde burdel.
Décadas después, ya el nombre del “hueco” estaba totalmente establecido entre los vecinos de Buenos Aires, aunque ya nadie recordaba precisamente quién había sido Doña Gracia, o si realmente había existido, ya que no existen registros concretos de su identidad y fecha de fallecimiento. Pero en 1809, un conjunto de vecinos del barrio llevó adelante una iniciativa para transformar esa manzana en una plaza y paseo público, sin encontrar propietarios del terreno siquiera en la repartición original de Juan de Garay realizada en 1580, pero dispuestos a pagar la suma necesaria si alguien lo reclamaba.
Las gestiones para crear la plaza avanzaron todo el siguiente año, al mismo tiempo que sucedía la Revolución de Mayo y Buenos Aires dejaba de reconocer la autoridad del Rey Fernando VII. Sin embargo, Manuel Belgrano, Cornelio Saavedra, Juan José Castelli y los demás miembros de la Primera Junta de gobierno firmaron el decreto para inaugurar la plaza en honor al rey, ese 11 de julio.

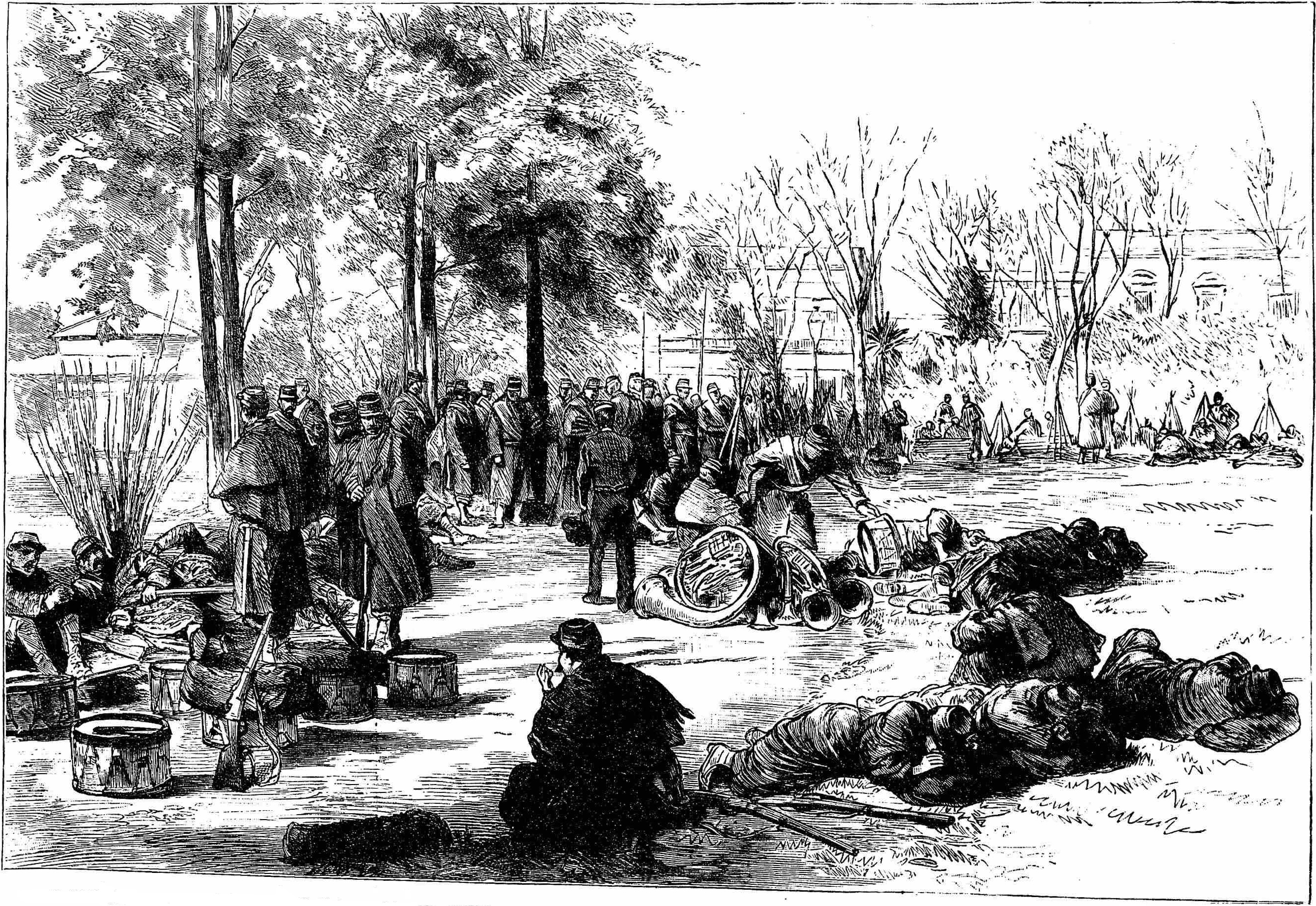
Las tropas del gobierno se reclina en la Plaza Libertad, a unas trescientas yardas de la Plaza Lavalle, después de su primer encuentro con los insurgentes (The Graphic, 1890).

Fue recién en 1822 que se eligió cambiar el nombre a Plaza Libertad, que lleva hasta la actualidad. En sus primeras décadas fue un sitio peligroso, frecuentemente apareciendo en crónicas periodísticas policiales sobre robos e incidentes, sobre todo durante la noche, aunque hacia fines del siglo XIX, con el florecimiento de la zona norte de Buenos Aires y el traslado de las familias ricas hacia ese barrio, comenzó a cambiar su perfil. En 1882 se inauguró un monumento dedicado a Adolfo Alsina y obra del artista francés Aimé Millet. Durante la Revolución de 1890 fue sede de combate entre los civiles rebeldes y las tropas gubernamentales.
Durante las décadas de 1950 y 1970, el entorno de la Plaza Libertad fue cambiando totalmente, mientras los antiguos edificios y casonas de estilos francés e italiano que la rodeaban eran demolidos y reemplazados por torres y edificios de departamentos modernas. Muy pocas construcciones antiguas sobreviven en la actualidad. En 1971, el costado este de la plaza cambió drásticamente, cuando fue extendida la Avenida 9 de Julio, y la Municipalidad demolió todos los edificios sobre esa manzana, abriendo plazoletas y un nuevo tramo de esta importante arteria porteña.